# Anaconda (film, 2025)
Anaconda är en amerikansk skräck- och actionthrillerfilm som har premiär i USA den 25 december 2025. Den är regisserad av Tom Gormican som även skrivit filmens manus tillsammans med Kevin Etten. Det är en nyinspelning av filmen Anaconda från 1997.

## Handling
En grupp vänner går igenom en medelålderskris. De bestämmer sig för att göra en nyversion av en favoritfilm från sin ungdom, men stöter på oväntade händelser när de ger sig in i djungeln.

## Rollista (i urval)
- Jack Black - Doug McCallister
- Paul Rudd - Ronald Griffen "Griff" Jr.
- Selton Mello - Santiago Braga
- Daniela Melchior - Ana Almeida
- Thandiwe Newton - Claire Simons
- Steve Zahn - Kenny Trent
- Ione Skye - Malie McCallister
- Ben Lawson